# Amaranthus scleranthoides
Amaranthus scleranthoides är en amarantväxtart som först beskrevs av Nils Johan Andersson, och fick sitt nu gällande namn av Nils Johan Andersson. Amaranthus scleranthoides ingår i släktet amaranter, och familjen amarantväxter. Inga underarter finns listade i Catalogue of Life.